# Suisse au Concours Eurovision de la chanson 2015
La Suisse est un des quarante pays participants au Concours Eurovision de la chanson 2015, qui se déroule à Vienne en Autriche. Le pays est représenté par Mélanie René et sa chanson Time to Shine, sélectionnées via l'émission Die große Entscheindungsshow.

## Sélection
La participation du pays a été confirmée le 19 mai 2014.

### Format
La sélection suisse, collaboration entre les différents diffuseurs suisses — SRF pour la Suisse alémanique, RTS pour la Suisse romande, RSI pour la Suisse italienne et RTR pour la Suisse romanche —, est divisée en trois grandes étapes.
Dans un premier temps, les diffuseurs SRF/RTR, RTS et RSI sélectionnent chacun de leur côté un certain nombre de candidats — neuf pour SRF/RTR, six pour RTS et trois pour RSI. Ensuite, ces dix-huit candidats participent à un Expert Check, lors duquel un jury expert affine la sélection à trois candidats pour SRF/RTR, deux pour RTS et un pour RSI. Ces artistes participent alors à la sélection télévisée durant laquelle l'artiste et la chanson représentant la Suisse sont désignés.

### Sélections des diffuseurs

#### Sélection de SRF/RTR
Les diffuseurs SRF et RTR ont lancé un appel à candidatures entre le 29 septembre et le 27 octobre 2014. Au terme de cette période, 210 chansons avaient été reçues par les diffuseurs. Les 210 chansons ont ensuite été soumises à un vote sur une plateforme Internet, entre le 3 et le 17 novembre 2014. Les neuf chansons arrivées en tête sont qualifiées pour l'Expert Check.

#### Sélection de RTS
Le diffuseur RTS a lancé un appel à candidatures entre le 9 septembre et le 27 octobre 2014. Au terme de cette période, 26 chansons avaient été reçues par le diffuseur. Après cela, dix d'entre elles ont été choisies pour participer à une émission radiophonique, le 23 novembre 2014, lors de laquelle six artistes ont été sélectionner pour participer lors de l'Expert Check.

#### Sélection de RSI
Le diffuseur RSI a lancé un appel à candidatures entre le 16 juillet et le 15 octobre 2014. Au terme de cette période, 28 chansons avaient été reçues par le diffuseur. Le 4 novembre 2014, un jury composé de Simone Tomassini, Iris Moné et Paolo Meneguzzi sélectionne les trois chansons se qualifiant pour l''Expert Check.

### Expert Check
L'Expert Check a lieu le 7 décembre 2014. Le jury est composé de Rafael Antonio, Freda Goodlett, Moritz Faccin, Catherine Colombara et Nicola Locarnini. Trois chansons de SRF/RTR, deux de RTS et une de RSI sont sélectionnées pour la partie télévisée de la sélection.
| Ordre | Artiste                      | Chanson               | Diffuseur |
| ----- | ---------------------------- | --------------------- | --------- |
| 1     | Bubble Beatz ft. Sandra Wild | Run                   | SRF/RTR   |
| 2     | Simon Hafner                 | There Was a Yesterday | SRF/RTR   |
| 3     | San Dii                      | iMagination           | SRF/RTR   |
| 4     | Anach Cuan                   | Hurdy Gurdy Girls     | RTS       |
| 5     | Célia                        | Letter to Myself      | RTS       |
| 6     | Alenko                       | Vu d'en haut          | RTS       |
| 7     | Licia Chery                  | Fly                   | RTS       |
| 8     | Mélanie René                 | Time to Shine         | RTS       |
| 9     | Shana Pearson                | "Kevlar Heart         | RTS       |
| 10    | The Vad Vuc                  | Cocktail e fantasmi   | RSI       |
| 11    | Elias ft. Zero In On         | Your Perfume          | RSI       |
| 12    | Deborah Bough                | Take Me Back to 23    | RSI       |
| 13    | Arbresha                     | Same Stars            | SRF/RTR   |
| 14    | Dahï                         | Destiny               | SRF/RTR   |
| 15    | Timebelle                    | Singing About Love    | SRF/RTR   |
| 16    | Andy McSean                  | Hey Now               | SRF/RTR   |
| 17    | Tiziana                      | Only Human            | SRF/RTR   |
| 18    | Thierry Condor               | Open Heart Surgery    | SRF/RTR   |

Mélanie René et sa chanson Time to shine furent choisis parmi 6 artistes le 31 janvier 2015 à la suite d'une sélection nationale.

### Die Große Entscheidungsshow
La sélection se termine lors de l'émission Die Große Entscheidungsshow le 31 janvier 2015. Le gagnant est désigné parmi les six chansons encore en lice par un vote composé pour moitié du télévote suisse et pour l'autre moitié du vote d'un jury expert. Au terme de cette émission, la chanteuse Mélanie René est désignée représentante de la Suisse pour l'Eurovision 2015 avec sa chanson Time to Shine.
| Ordre | Artiste       | Chanson            | Place |
| ----- | ------------- | ------------------ | ----- |
| 1     | Deborah Bough | Take Me Back to 23 | 6     |
| 2     | Timebelle     | Singing About Love | 2     |
| 3     | Licia Chery   | Fly                | 3     |
| 4     | Andy McSean   | Hey Now            | 4     |
| 5     | Mélanie René  | Time to Shine      | 1     |
| 6     | Tiziana       | Only Human         | 5     |

## À l'Eurovision
La Suisse a participé à la seconde demi-finale, le 21 mai 2015. Arrivant en 17e et dernière position avec 4 points, le pays ne s'est pas qualifié pour la finale.